# Virginia Slims of Washington 1990
Virginia Slims of Washington 1990 — жіночий тенісний турнір, що проходив на закритих кортах з килимовим покриттям GWU Charles Smith Center у Вашингтоні (США). Належав до турнірів 2-ї категорії в рамках Туру WTA 1990. Відбувсь усімнадцяте і тривав з 19 до 25 лютого 1990 року. Перша сіяна Мартіна Навратілова здобула титул в одиночному розряді, свій дев'ятий на цих змаганнях.

## Фінальна частина

### Одиночний розряд
Мартіна Навратілова —  Зіна Гаррісон 6–1, 6–0
- Для Навратілової це був 2-й титул в одиночному розряді за рік і 148-й — за кар'єру.

### Парний розряд
Зіна Гаррісон /  Мартіна Навратілова —  Енн Гендрікссон /  Діанне Ван Ренсбург 6–0, 6–3